# Giles Barnes
Giles Gordon Kirlue Barnes (Barking, 5 augustus 1988) is een Engels-Jamaicaans voetballer die doorgaans als aanvaller speelt. Hij verruilde Orlando City in januari 2018 transfervrij voor Club León. Barnes debuteerde in 2015 in het Jamaicaans voetbalelftal.

## Clubcarrière
Barnes' professionele carrière begon op zijn zeventiende verjaardag toen hij een contract tekende bij het Engelse Derby County. Nog op zijn zeventiende maakte hij tegen Grimsby Town in de League Cup zijn debuut voor Derby County. Twee weken later maakte hij als invaller tegen Crewe Alexandra zijn competitiedebuut. In januari van 2006 werd Terry Westley hoofdtrainer van Derby waarna Barnes meer kansen kreeg in het eerste team. Op 31 januari 2009 werd Barnes verhuurd aan Fulham. Barnes speelde daar in geen enkele competitiewedstrijd maar maakte wel zeven doelpunten in acht wedstrijden voor het reserve elftal. Barnes keerde vervolgens terug naar Derby County waar hij echter een blessure opliep in een vriendschappelijke wedstrijd tegen Stoke City. Op 11 december 2009 werd zijn contract ontbonden.
Hij tekende vervolgens op 3 februari 2010 bij West Bromwich Albion. Hij maakte zijn debuut op 9 maart 2010 tegen Sheffield Wednesday. Onder trainer Roy Hodgson, die in januari 2011 arriveerde, kreeg hij geen speeltijd meer waarna zijn contract ontbonden werd. Op 4 augustus 2011 tekende hij bij Doncaster Rovers. Barnes maakte zijn debuut tegen Brighton & Hove Albion in de eerste wedstrijd van het seizoen. Op 25 februari 2012 maakte hij tegen Peterborough United zijn eerste doelpunt voor de club.
Op 29 augustus 2012 tekende hij bij Houston Dynamo uit de Major League Soccer. Zijn MLS-debuut maakte hij op 15 september 2012 tegen Sporting Kansas City. Zes dagen later maakte hij in de CONCACAF Champions League tegen CD FAS zijn eerste doelpunt voor de club. Zijn eerste competitiedoelpunt maakte hij op 24 maart 2013 tegen Vancouver Whitecaps.

## Interlandcarrière
Hoewel Barnes Engeland vertegenwoordigde in het elftal onder 19, koos hij in 2015 voor het Jamaicaans voetbalelftal. Zijn debuut voor Jamaica maakte hij op 27 maart 2015 in een oefeninterland tegen Venezuela (2–1 winst). Hij begon in de basis en maakte twee minuten na de openingstreffer in de 13e minuut gelijk (1–1). Na 84 minuten speeltijd werd hij vervangen door Dino Williams. In juni 2015 was Jamaica een van de geïnviteerde landen voor de Copa América 2015. Barnes speelde mee in alle groepswedstrijden, die elk met 1–0 verloren werden.
| Interlands van Giles Barnes voor Jamaica | Interlands van Giles Barnes voor Jamaica | Interlands van Giles Barnes voor Jamaica | Interlands van Giles Barnes voor Jamaica | Interlands van Giles Barnes voor Jamaica | Interlands van Giles Barnes voor Jamaica |
| №                                        | Datum                                    | Wedstrijd                                | Uitslag                                  | Competitie                               | Goals                                    |
| ---------------------------------------- | ---------------------------------------- | ---------------------------------------- | ---------------------------------------- | ---------------------------------------- | ---------------------------------------- |
| 1                                        | 27 maart 2015                            | Jamaica – Venezuela                      | 2 – 1                                    | Oefeninterland                           | Goal                                     |
| 2                                        | 30 maart 2015                            | Jamaica – Cuba                           | 3 – 0                                    | Oefeninterland                           |                                          |
| 3                                        | 13 juni 2015                             | Uruguay – Jamaica                        | 1 – 0                                    | Copa América                             |                                          |
| 4                                        | 16 juni 2015                             | Paraguay – Jamaica                       | 1 – 0                                    | Copa América                             |                                          |
| 5                                        | 20 juni 2015                             | Argentinië – Jamaica                     | 1 – 0                                    | Copa América                             |                                          |
| 6                                        | 8 juli 2015                              | Costa Rica – Jamaica                     | 2 – 2                                    | CONCACAF Gold Cup                        |                                          |
| 7                                        | 11 juli 2015                             | Jamaica – Canada                         | 1 – 0                                    | CONCACAF Gold Cup                        |                                          |
| 8                                        | 14 juli 2015                             | Jamaica – El Salvador                    | 1 – 0                                    | CONCACAF Gold Cup                        |                                          |
| 9                                        | 18 juli 2015                             | Haïti – Jamaica                          | 0 – 1                                    | CONCACAF Gold Cup                        | Goal                                     |
| 10                                       | 22 juli 2015                             | Verenigde Staten – Jamaica               | 1 – 2                                    | CONCACAF Gold Cup                        | Goal                                     |
| 11                                       | 26 juli 2015                             | Jamaica – Mexico                         | 0 – 0                                    | CONCACAF Gold Cup                        |                                          |
| 12                                       | 13 november 2015                         | Jamaica – Panama                         | 0 – 2                                    | WK-kwalificatie                          |                                          |